# Шоу, Козима
Козима Шоу (англ. Cosima Shaw; 20 июля 1972) — английско-немецкая актриса.

## Биография
Козима Шоу родилась 20 июля 1972 года в семье немки-виолончелистки и писателя-американца русского происхождения. Козима выросла в Берлине (Германия), но в настоящее время она проживает в Лондоне (Англия, Великобритания).
Козима кратко обучалась в музыкальном театре в Берлине, опираясь на свою детскую страсть к пению и танцам, до принятия решения пойти по академическому пути.

## Карьера
Козима дебютировала в кино в 1993 году, сыграв роль Филипы в фильме «Роузнеми». В 2006 году Шоу сыграла роль Патриши в фильме «V — значит вендетта». Всего она сыграла в 47 фильмах и телесериалах. Сыграла роль Лесли в сериале «Марс».

## Личная жизнь
Козима состояла в фактическом браке. У бывшей пары есть дочь.